# Lijst van leden van de Kantonsraad van Zwitserland uit het kanton Aargau

Vlag van Aargau.

Dit artikel bevat een lijst van leden van de Kantonsraad van Zwitserland uit het kanton Aargau.
Aargau heeft zoals de meeste kantons twee vertegenwoordigers in de Kantonsraad.

## Lijst
| Naam                       | Partij/fractie         | Ambtsperiode                  | Geboren | Overleden |
| -------------------------- | ---------------------- | ----------------------------- | ------- | --------- |
| Augustin Keller            | liberalen              | 1848 1867-1881                | 1805    | 1883      |
| Samuel Friedrich Siegfried | liberalen              | 1848-1849                     | 1809    | 1882      |
| Karl Blattner              | liberalen              | 1849                          | 1805    | 1883      |
| Bernhard Friedrich Fischer | liberalen              | 1849-1851                     | 1807    | 1862      |
| Plazid Weissenbach         | liberalen              | 1849-1858                     | 1814    | 1858      |
| Johann Haberstich          | liberalen              | 1851-1852 1866-1867 1886-1890 | 1824    | 1891      |
| Samuel Schwarz             | liberalen              | 1852-1857                     | 1814    | 1868      |
| Emil Welti                 | liberalen              | 1857-1867                     | 1825    | 1899      |
| Friedrich Joseph Bürli     | liberalen              | 1858-1860 1864-1866           | 1813    | 1889      |
| Jakob Isler                | liberalen              | 1860-1861                     | 1809    | 1862      |
| Fridolin Stäuble           | liberalen              | 1861-1863                     | 1817    | 1881      |
| Karl von Schmid            | katholiek-conservatief | 1863-1864                     | 1827    | 1889      |
| Robert Straub              | liberalen              | 1867-1868                     | 1832    | 1901      |
| Gottlieb Ringier           | liberalen              | 1868-1877                     | 1837    | 1929      |
| Olivier Zschokke           | liberalen              | 1877-1886                     | 1826    | 1898      |
| Armin Kellersberger        | liberalen-FDP/PLR      | 1881-1905                     | 1838    | 1905      |
| Peter Emil Isler           | FDP/PLR                | 1890-1932                     | 1851    | 1936      |
| Edmund Schulthess          | FDP/PLR                | 1905-1912                     | 1868    | 1944      |
| Gottfried Keller           | FDP/PLR                | 1912-1943                     | 1873    | 1945      |
| Hans Fricker               | KVP/PCP                | 1933-1955                     | 1879    | 1956      |
| Karl Killer                | SP/PS                  | 1943-1948                     | 1878    | 1948      |
| Ernst Speiser              | FDP/PLR                | 1948-1961                     | 1889    | 1962      |
| Xaver Stöckli              | CVP/PDC                | 1955-1963                     | 1888    | 1975      |
| Ernst Bachmann             | FDP/PLR                | 1961-1971                     | 1912    | 1995      |
| Robert Reimann             | CVP/PDC                | 1963-1979                     | 1911    | 1987      |
| Willy Urech                | FDP/PLR                | 1971-1979                     | 1912    | 1986      |
| Julius Binder              | CVP/PDC                | 1979-1987                     | 1925    |           |
| Hans Letsch                | FDP/PLR                | 1979-1987                     | 1924    | 2015      |
| Bruno Hunziker             | FDP/PLR                | 1987-1991                     | 1930    | 2000      |
| Hans Jörg Huber            | CVP/PDC                | 1987-1995                     | 1932    | 2008      |
| Willy Loretan              | FDP/PLR                | 1991-1999                     | 1934    |           |
| Maximilian Reimann         | SVP/UDC                | 1995-2011                     | 1942    |           |
| Thomas Pfisterer           | FDP/PLR                | 1999-2007                     | 1941    |           |
| Christine Egerszegi-Obrist | FDP/PLR                | 2007-2015                     | 1948    |           |
| Pascale Bruderer           | SP/PS                  | 2011-2019                     | 1977    |           |
| Philipp Müller             | FDP/PLR                | 2015-2019                     | 1952    |           |
| Thierry Burkart            | FDP/PLR                | 2019-                         | 1975    |           |
| Hansjörg Knecht            | SVP/UDC                | 2019-2023                     | 1960    |           |
| Marianne Binder-Keller     | Het Centrum            | 2023-                         | 1958    |           |

Afkortingen
- CVP/PDC: Christendemocratische Volkspartij
- FDP/PLR: Vrijzinnig-Democratische Partij.De Liberalen, voordien Vrijzinnig-Democratische Partij
- KVP/PCP: Katholieke Volkspartij van Zwitserland, voorloper van de CVP/PDC
- SP/PS: Sociaaldemocratische Partij van Zwitserland
- SVP/UDC: Zwitserse Volkspartij

Bondsraad
Lijst van leden van de Zwitserse Bondsraad · 
Lijst van bondspresidenten van Zwitserland
Nationale Raad
Aargau · 
Appenzell Ausserrhoden · 
Appenzell Innerrhoden · 
Basel-Landschaft · 
Basel-Stadt · 
Bern · 
Fribourg · 
Genève · 
Glarus · 
Graubünden · 
Jura

Luzern · 
Neuchâtel · 
Nidwalden · 
Obwalden · 
Sankt Gallen · 
Schaffhausen · 
Schwyz · 
Solothurn · 
Thurgau · 
Ticino · 
Uri · 
Vaud · 
Wallis · 
Zug · 
Zürich
1983-1987 · 
1987-1991 · 
1991-1995 · 
1995-1999 · 
1999-2003 · 
2003-2007 · 
2007-2011 · 
2011-2015 · 
2015-2019 · 
2019-2023 · 
2023-2027
Voorzitters
Kantonsraad
Aargau · 
Appenzell Ausserrhoden · 
Appenzell Innerrhoden · 
Basel-Landschaft · 
Basel-Stadt · 
Bern · 
Fribourg · 
Genève · 
Glarus · 
Graubünden · 
Jura

Luzern · 
Neuchâtel · 
Nidwalden · 
Obwalden · 
Sankt Gallen · 
Schaffhausen · 
Schwyz · 
Solothurn · 
Thurgau · 
Ticino · 
Uri · 
Vaud · 
Wallis · 
Zug · 
Zürich
1983-1987 · 
1987-1991 · 
1991-1995 · 
1995-1999 · 
1999-2003 · 
2003-2007 · 
2007-2011 · 
2011-2015 · 
2015-2019 · 
2019-2023 · 
2023-2027
Voorzitters